# Агиос Георгиос (окръг Кирения)
Вижте пояснителната страница за други населени места с името Агиос Георгиос.
Агиос Георгиос (на гръцки: Άγιος Γεώργιος; на турски: Karaoğlanoğlu) е село в Кипър, окръг Кирения. Според статистическата служба на Северен Кипър през 2011 г. селото има 3745 жители.
Де факто е под контрола на непризнатата Севернокипърска турска република.